# Edna Mazia
Edna Mazia (sau Edna Mazya, în ebraică עדנה מזי"א, n. 24 iulie 1949, Tel Aviv, Israel – d. 10 decembrie 2023) a fost o dramaturgă, scriitoare, scenaristă și regizoare de teatru israeliană.

## Date biografice
Edna Mazia s-a născut sub numele Edna Kotlowicz și a copilărit pe strada Smuts, într-un cartier din nordul Tel Avivului, ca singurul copil al unui avocat,care fusese comandantul branșei din Africa de Sud al organizației sioniste revizioniste „Etzel” (sau „Irgun”), și al unei imigrante din Viena care devenise în Palestina militantă a mișcării subterane naționaliste radicale evreiești „Lehi” (sau „Grupul Stern”), sciziune a „Etzel”. În casa părintească s-a vorbit engleza.
În virtutea caracterului ei rebel, moștenit, după câte se pare de la părinți, și Edna Mazia a fost atrasă temporar în tinerețe, sub influența unor relații personale, de idei politice nonconformiste cum erau cele ale micului grup  radical de extremă stângă și antisionist Matzpen.
Edna Mazia a absolvit cu titlul de master studii de filosofie și teatru la [[Universitatea din 
Tel Aviv]], unde a predat mai târziu cursuri de scriere creativă.
La Teatrul Kameri din Tel Aviv a regizat piesele prietenei ei celei mai bune, dramaturga Anat Gov: „Prietenele cele mai bune”,„Lisistrata 2000”,„Vai, Doamne”, „Bărbat casnic” „O familie caldă”.

### Viața privată
Mazia a fost căsătorită cu Yoav Mazia, cu care a locuit în așezarea Tamrat din Galileea inferioară, apoi în comuna natală a soțului, Nahalal. Dupa ce a divorțat în 2004 a locuit la Tel Aviv. A avut un fiu, Mike, și o fiică, Elisheva, care a fost un timp directoarea administrativa a Teatrului Han din Ierusalim, de asemenea a avut trei nepoți.
Scriitoarea a decedat în decembrie 2023 la Tel Aviv în urma unei maladii maligne.A fost înmormântată la Nahalal.

## Premii și distincții
- 1997 -  Premiul Meir Margalit (după numele unui faimos  actor israelian din secolul al XX-lea) pentru piesa „Povestea  unei familii”
- -   Premiul Lea Goldberg pentru aceeași piesă, „Povestea unei familii”
- 1999 - Dramaturgul anului 1998-1999 pentru piesa „Rebelii”
- 1999 - Premiul Meir Margalit pentru piesa „Rebelii”

## Opere

### Piese de teatru
- „Viena de pe malul mării” (Vina al hayam - וינה על הים)
- „Jocuri în curtea din spate”, „Jocul ”(Miskhakim bahatzer ha'ahorit) משחקים בחצר האחורית - inspirată de un caz de viol în grup care a cutremurat țara, din kibuțul Shomrat - 1993
- „Poveste de familie” (Sipur mishpahti סיפור משפחתי), piesă în două acte, editura Or Am - 1997, 2013
- „Rebelii” (Hamordim - המורדים), piesă în doua acte, editura Or Am - 1999- inspirată de activitatea politică a părinților ei
- „Irod” (Hordos - הורדוס), editura Or Am - 2000
- Copii răi (Yeladim raím  ילדים רעים) 2002
- A fost odată ca niciodată (Hayá o lo hayá היה או לא היה, dupa un scenariu de autoare și de Alona Kimhi) 2008
- „Aristocrații” (Haaristokratim  האריסטוקרטים)
- Stempeniu סטמפניו ,după o povestire de Șalom Alehem 2012
- Noii infractori (Haposh'im hahadashim  הפושעים החדשים) 2014
- „Camera din spate” (Haheder haahorí החדר האחורי) 2016

### Proză
- „Erupție X” („X Hitpartzut” התפרצות X) 1997 - editura Hasifriyá  Hahadashá
- „Poveste de familie” (Roman mishpahtí רומן משפחתי ), editura Keshet, în redacția lui Tzruya Shalev- 2005 - după   piesa „Poveste de familie” - despre destinul unei familii  evreiești la Viena și la Tel Aviv

### Scenarii de film
- cu Amos Gutman:
- 1982 -  Nagúa „נגוע”  (Drifting, sau Afflicted - Bătut de soartă)
- 1987 - „Himo regele Ierusalimului” (Himo melekh Yerushalayim)  חימו מלך ירושלים - după Yoram Kaniuk
- 1986 - „Bar 51” בר 51 (între altele, cu concursul actorului Moscu Alkalai)

## În România
- în limba maghiară - „Jocuri în curtea din spate” -„Kisded játékok” - la Compania Tompa Miklós a Teatrului Național din Târgu Mureș , în regia lui Constantin Anatol
- în limba română:
  - „Jocul” - la Teatrul Act -  2011    și la Teatrul XL din Iași - 2019
  - „Noii infractori” - 2019 - la Teatrul Național din București (regia:Ion Caramitru)[8]